# Set Goigs de Maria

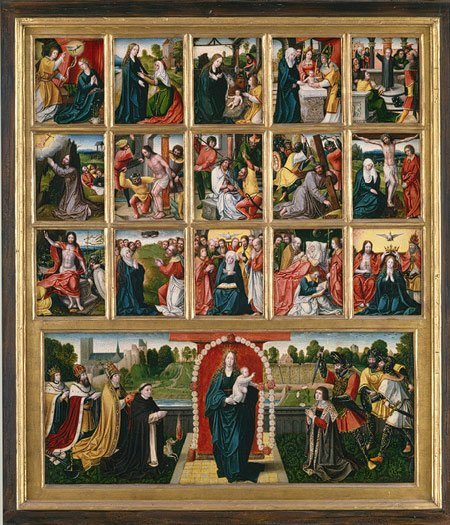
Els quinze Misteris del Rosari i la Verge del Rosari

Els Set Goigs de Maria (o de la Mare de Déu) és una devoció popular a certs esdeveniments de la vida de la Mare de Déu, sorgida d'un trop de literatura i art devocional medieval.
Els esdeveniments considerats tradicionalment els Set Goigs de Maria són:
1. L'Anunciació
2. La Nativitat de Jesús
3. L'Adoració dels Reis Mags
4. La Resurrecció de Jesús
5. L'Ascensió de Jesús
6. La Pentecosta o descens de l'Esperit Sant sobre els Apòstols i Maria
7. La Coronació de Maria en el Cel[1][2]

Altres passatges que s'acostumen a incloure són la Visitació i Jesús entre els doctors, com en el cas del Rosari, que fa servir els Set Goigs, però omet l'Ascensió i la Pentecosta. La representació en l'art de l'Assumpció de Maria pot substituir-se o ser combinada amb la Coronació de Maria, especialment des del segle xv en endavant, esdevenint norma a partir del segle xvii. Com en altres conjunts d'escenes, les diferents implicacions pràctiques de representacions en suports com pintura, miniatura de talla d'ivori, drama litúrgic i música, així com altre factors com geografia i la influència de diferents ordes religiosos. Hi ha un conjunt equivalent conegut com els Set Dolors de Maria; els dos conjunts varen influir la selecció d'escenes per les representacions de la Vida de la Verge.
Originalment, hi havia cinc Goigs de Maria. Més tard, aquest nombre augmentava a set, nou, i fins i tot quinze a la literatura medieval, encara que set va ser el nombre més comú, i és poc habitual trobar altres representacions en l'art. Els cinc Goigs de Maria s'esmenten al poema del segle xiv Sir Gawain and the Green Knight com a font de la força de Gawain. La dedicació era especialment popular dins la Pre-Reforma Protestant a Anglaterra. L'escriptor francès Antoine de la Sale va realitzar una sàtira anomenada Els Quinze Goigs del Matrimoni ("Les Quinze Joies de Mariage") cap al 1462, que en part parodiava la forma de Els Quinze Goigs de la Nostra Senyora (The Fifteen Joys of Our Lady), una lletania popular.